# 翅膜菊
翅膜菊（学名：Alfredia cernua）是菊科翅膜菊属的植物。分布于俄罗斯以及中国大陆的新疆等地，生长于海拔1,400米的地区，目前尚未由人工引种栽培。
种加名 cernua 意为“匍匐垂下的”。

## 异名
- Cnicus cernuus L.